# Fuzaryjna zgorzel bobu

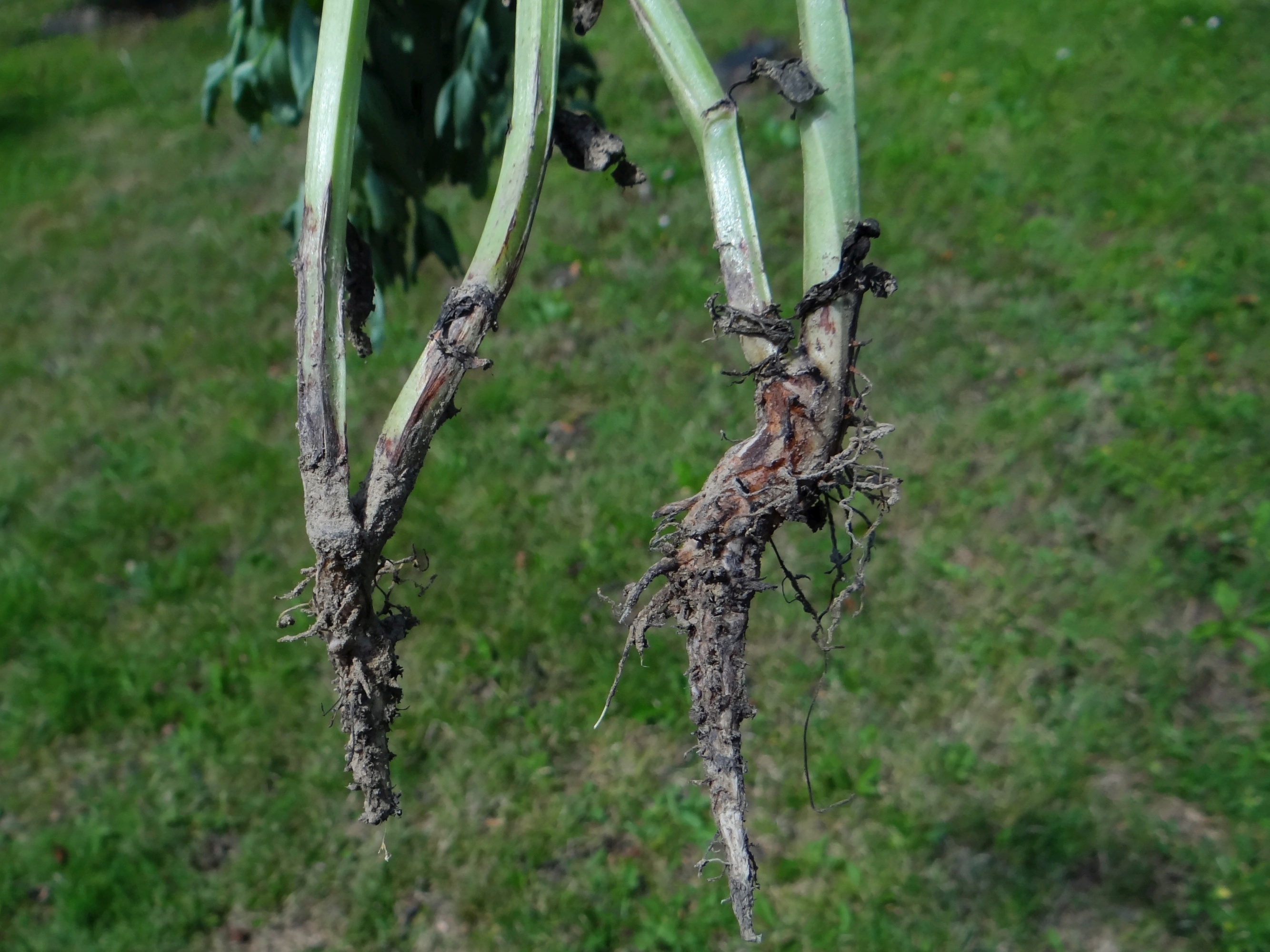
Objawy fuzariozy na korzeniach i podstawie pędu bobu

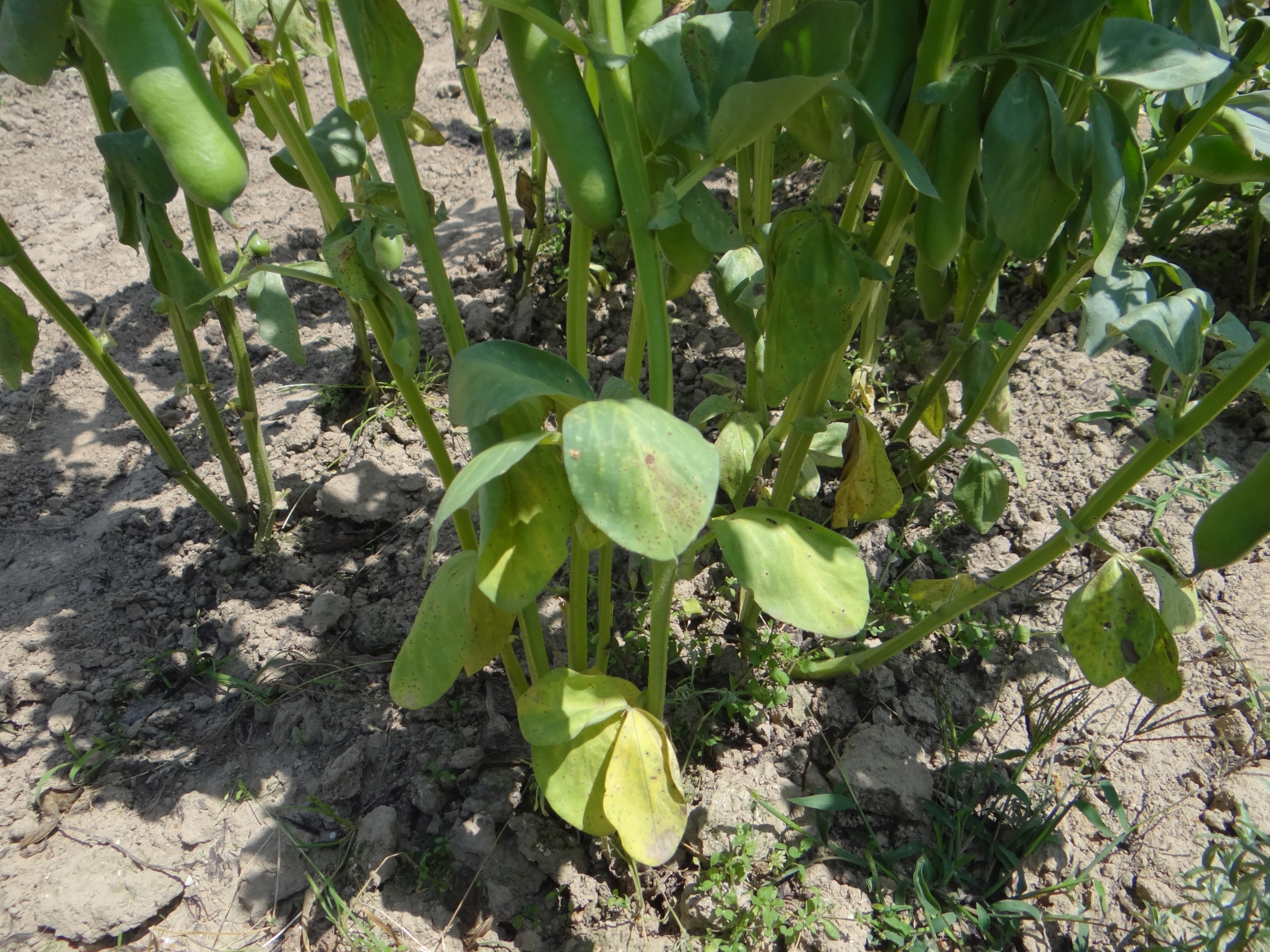
Żółknięcie i więdnięcie dolnych liści bobu

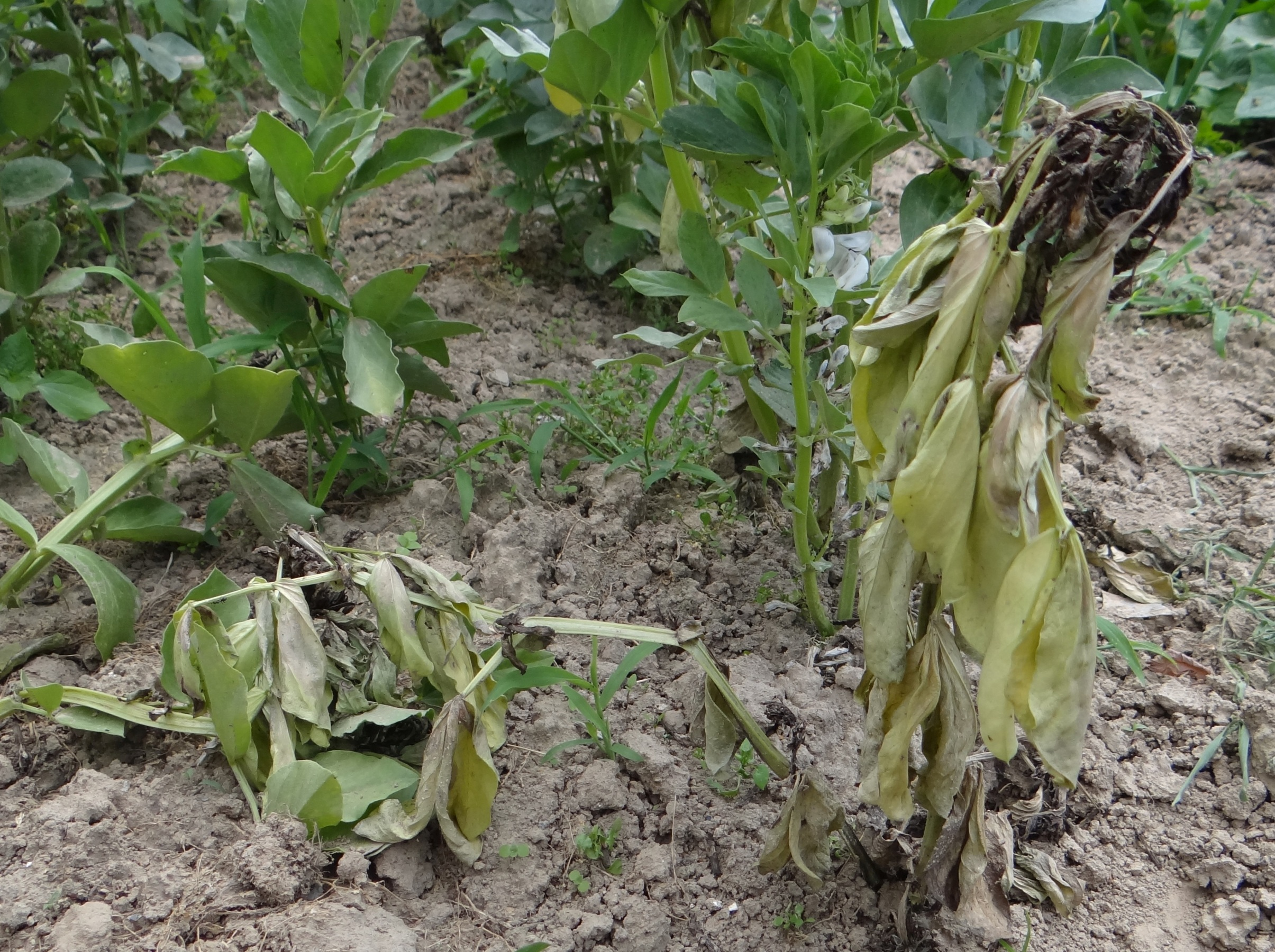
Obumieranie i wywracanie się bobu

Fuzaryjna zgorzel bobu lub fuzarioza bobu – grzybowa choroba bobu i bobiku należąca do grupy chorób zwanych fuzariozami. W uprawach bobiku nazywana jest więdnięciem i suchą zgnilizną korzeni bobiku. Wywołuje ją kilka gatunków: Fusarium culmorum, Fusarium solani, Gibberella avenacea oraz Rhizoctonia solani (strzępniczek pasożytniczy).

## Występowanie i szkodliwość
Choroba występuje powszechnie we wszystkich rejonach uprawy bobu i bobiku. Na plantacjach bobiku w Polsce jest częsta, większe szkody wyrządza jednak tylko w latach, w których występuje niedobór wilgoci w glebie. Choroba prowadzi do obumarcia niektórych roślin oraz zmniejszenia plonu. Na plantacjach nasiennych następuje także obniżenie wartości siewnej nasion.

## Objawy choroby
Mogą pojawić się już na siewkach jako sczernienie korzeni, zasychanie brzegów liści i ogólne zahamowanie wzrostu rośliny. U starszych roślin pierwsze objawy pojawiają się na korzeniach i podstawie łodygi. Są to początkowo drobne, ale cały czas powiększające się ciemnobrunatne, wydłużone plamy. Mogą osiągnąć długość do kilkunastu cm. Okres, w którym rośliny zostały zainfekowane ma kluczowe znaczenia dla rozwoju choroby. Gdy rośliny zostały porażone we wczesnej fazie rozwoju przebiega ona gwałtownie i prowadzi do obumarcia pędu. Jeżeli do infekcji doszło późno, choroba przebiega łagodniej. Roślina taka zawiązuje nasiona, jednak mają one obniżoną wartość siewną.
Charakterystycznym objawem choroby jest osłabienie systemu korzeniowego. Rośliny porażone bardzo łatwo wyrwać z ziemi, często wywracają się one samorzutnie. Charakterystyczne jest także ogniskowe występowanie choroby na plantacji. Choroba prowadzi także do żółknięcia i więdnięcia liści, poczynając od dołu łodygi. W czasie wilgotnej pogody na porażonych częściach rośliny pojawiają się białe, różowe lub łososiowe skupiska zarodników patogenów. Czasami na przekroju łodygi pojawia się typowe dla fuzarioz czernienie wiązek przewodzących.

## Epidemiologia
Źródłem zakażenia najczęściej jest gleba. Patogeny wywołujące chorobę mogą w niej jako saprotrofy żyć na resztkach roślin przez wiele lat. Czynnikiem infekcyjnym są strzępki grzybów lub ich zarodniki. Choroba może rozwijać się także z zakażonych nasion. Rozwojowi choroby sprzyjają takie czynniki, jak: uszkodzenie korzeni przez szkodniki glebowe (zwłaszcza nicienie), nadmierna wilgotność gleby, wysoka temperatura powietrza powyżej 23 °C.

## Ochrona
Zapobiega się chorobie poprzez zmianowanie roślin oraz usuwanie porażonych roślin wraz z korzeniami i ziemią wokół korzeni. Nasiona bobiku należy poddać zaprawianiu przy użyciu zapraw – tych samych, których używa się przy askochytozie bobiku.